# 川上町 (横浜市)
川上町（かわかみちょう）は、神奈川県横浜市戸塚区の地名。「丁目」の設定のない単独町名である。住居表示未実施区域。
大規模公営団地である県営川上団地が所在する。

## 地理
戸塚区の北部に位置し、北東に品濃町と上品濃、東に品濃町、南に前田町、南西に名瀬町、北に旭区大池町と接している。

### 字名
| - 番匠給 - 大豆田 - 六ツ田 - 五反田 - 長作 - 会下 - 柳町 | - 新井谷 - 高用坊 - 石原 - 勝負ケ谷 - 永谷 - 又右ェ門谷 |

### 地価
住宅地の地価は、2024年（令和6年）7月1日の神奈川県地価調査によれば、川上町字大豆田121番2の地点で30万7000円/m²となっている。

## 歴史

### 沿革
かつて横浜市に編入前のこの場所は、鎌倉郡川上村大字後山田の一部であった。
- 1939年（昭和14年）4月1日 - 横浜市に編入。横浜市戸塚区川上町となる[7]。
- 1969年（昭和44年）10月1日 - 行政区再編成に伴い、戸塚区を再設置。横浜市戸塚区川上町となる[8]。
- 1971年（昭和46年）6月26日 - 川上町の一部を秋葉町へ編入[9]。
- 1971年（昭和46年）9月5日 - 川上町の一部を前田町へ編入[9]。
- 1972年（昭和47年）3月26日 - 秋葉町の一部を川上町に編入[9]。
- 1986年（昭和61年）11月3日 - 行政区再編成に伴い、戸塚区を再設置。横浜市戸塚区川上町となる[10]。
- 1988年（昭和63年）9月25日 - 土地区画整理事業に伴い、品濃町の一部を川上町に編入[10]。
- 1996年（平成8年）10月21日 - 品濃町の一部を川上町に編入。川上町の一部を上品濃へ編入[11]。

## 世帯数と人口
2025年（令和7年）6月30日現在（横浜市発表）の世帯数と人口は以下の通りである。
| 町丁   | 世帯数    | 人口    |
| ------ | --------- | ------- |
| 川上町 | 3,812世帯 | 7,643人 |

### 人口の変遷
国勢調査による人口の推移。
| 年                 | 人口  |
| ------------------ | ----- |
| 1995年（平成7年）  | 6,896 |
| 2000年（平成12年） | 7,064 |
| 2005年（平成17年） | 7,746 |
| 2010年（平成22年） | 8,169 |
| 2015年（平成27年） | 8,254 |
| 2020年（令和2年）  | 7,943 |

### 世帯数の変遷
国勢調査による世帯数の推移。
| 年                 | 世帯数 |
| ------------------ | ------ |
| 1995年（平成7年）  | 2,534  |
| 2000年（平成12年） | 2,759  |
| 2005年（平成17年） | 3,050  |
| 2010年（平成22年） | 3,322  |
| 2015年（平成27年） | 3,364  |
| 2020年（令和2年）  | 3,471  |

## 学区
市立小・中学校に通う場合、学区は以下の通りとなる（2024年11月時点）。
| 番地・区域等 | 小学校               | 中学校             |
| --- | -------------------- | ------------------ |
| 1〜463番地、465〜478番地 464・479〜481番地（いずれも幹線街路桜木東戸塚線以北） 482〜756番地、760番地 766番地の1・4、767番地〜770番地の1 771番地、773番地、774番地の1 779番地、782番地の1〜4、783番地の1 784番地〜804番地の5まで、804番地の7〜終り | 横浜市立川上北小学校 | 横浜市立名瀬中学校 |
| 804番地の6 | 横浜市立名瀬小学校   | 横浜市立名瀬中学校 |
| 464・479〜481番地（いずれも幹線街路桜木東戸塚線以南） | 横浜市立川上小学校   | 横浜市立秋葉中学校 |

## 事業所
2021年（令和3年）現在の経済センサス調査による事業所数と従業員数は以下の通りである。
| 町丁   | 事業所数  | 従業員数 |
| ------ | --------- | -------- |
| 川上町 | 284事業所 | 5,892人  |

### 事業者数の変遷
経済センサスによる事業所数の推移。
| 年                 | 事業者数 |
| ------------------ | -------- |
| 2016年（平成28年） | 244      |
| 2021年（令和3年）  | 284      |

### 従業員数の変遷
経済センサスによる従業員数の推移。
| 年                 | 従業員数 |
| ------------------ | -------- |
| 2016年（平成28年） | 5,906    |
| 2021年（令和3年）  | 5,892    |

## 施設
- 横浜市立川上北小学校
- 横浜川上郵便局
- 県営川上団地 - 神奈川県住宅供給公社が管理
- 新戸塚病院
- 合掌の郷 東戸塚霊園

## 交通

### 鉄道・バス
- JR東戸塚駅の西口に位置する。神奈川中央交通が町内から東戸塚駅・戸塚駅を結ぶ路線バスを運行している。路線については神奈川中央交通舞岡営業所を参照。

### 道路
- 市域を横浜新道が横断しており、川上インターチェンジが所在する。

## その他

### 日本郵便
- 郵便番号 : 244-0805[3]（集配局：戸塚郵便局[21]）

### 警察
町内の警察の管轄区域は以下の通りである。
| 町名   | 街区 | 警察署     | 交番           |
| ------ | ---- | ---------- | -------------- |
| 川上町 | 全域 | 戸塚警察署 | 東戸塚駅前交番 |